# Comuna Strömsund
Strömsund (Strömsunds kommun) este o comună din comitatul Jämtlands län, Suedia, cu o populație de 11.984 locuitori (2013).

## Geografie

### Zone urbane
Lista celor mai mari zone urbane din comună (anul 2015) conform Biroului Central de Statistică al Suediei:
| Nr | Zona urbană | Pop.  |
| -- | ----------- | ----- |
| 1  | Strömsund   | 3.690 |
| 2  | Hammerdal   | 1.043 |
| 3  | Hoting      | 648   |
| 4  | Backe       | 535   |
| 5  | Rossön      | 344   |
| 6  | Gäddede     | 312   |
| 7  | Näsviken    | 226   |

## Demografie
| \| Evoluția demografică în comuna Strömsund, 1970–2015 \| Evoluția demografică în comuna Strömsund, 1970–2015 \| Evoluția demografică în comuna Strömsund, 1970–2015 \| Evoluția demografică în comuna Strömsund, 1970–2015 \| Evoluția demografică în comuna Strömsund, 1970–2015 \| \| ----------------------------------------------------------------------------------------------------- \| --------------------------------------------------- \| --------------------------------------------------- \| --------------------------------------------------- \| --------------------------------------------------- \| \| An \| \| \| Locuitori \| \| \| 1970 \| 1970 \| \| 18460 \| 18460 \| \| 1975 \| 1975 \| \| 17758 \| 17758 \| \| 1980 \| 1980 \| \| 17343 \| 17343 \| \| 1985 \| 1985 \| \| 16611 \| 16611 \| \| 1990 \| 1990 \| \| 16093 \| 16093 \| \| 1995 \| 1995 \| \| 15316 \| 15316 \| \| 2000 \| 2000 \| \| 13938 \| 13938 \| \| 2005 \| 2005 \| \| 12931 \| 12931 \| \| 2010 \| 2010 \| \| 12185 \| 12185 \| \| 2015 \| 2015 \| \| 11712 \| 11712 \| \| Sursa: SCB - Statistika Centralbyrån, Folkmängd efter region, civilstånd, ålder och kön. År 1968–2016 \| \| \| \| \| |      |  |           |       |
| Evoluția demografică în comuna Strömsund, 1970–2015 |      |  |           |       |
| An |      |  | Locuitori |       |
| 1970 | 1970 |  | 18460     | 18460 |
| 1975 | 1975 |  | 17758     | 17758 |
| 1980 | 1980 |  | 17343     | 17343 |
| 1985 | 1985 |  | 16611     | 16611 |
| 1990 | 1990 |  | 16093     | 16093 |
| 1995 | 1995 |  | 15316     | 15316 |
| 2000 | 2000 |  | 13938     | 13938 |
| 2005 | 2005 |  | 12931     | 12931 |
| 2010 | 2010 |  | 12185     | 12185 |
| 2015 | 2015 |  | 11712     | 11712 |
| Sursa: SCB - Statistika Centralbyrån, Folkmängd efter region, civilstånd, ålder och kön. År 1968–2016 |      |  |           |       |